# Waireia
Waireia es un género monotípico de orquídeas de la subfamilia Orchidoideae. Su única especie,  Waireia stenopetala (Hook.f.) D.L.Jones, M.A.Clem. & Molloy, es originaria de Nueva Zelanda.

## Descripción
Es una orquídea  que prefiere el clima fresco con hábitos terrestres.

## Taxonomía
Waireia stenopetala fue descrita por (Hook.f.) D.L.Jones, M.A.Clem. & Molloy  y publicado en Orchadian (Australasian native orchid society) 12: 283. 1997.
Sinonimia
- Thelymitra stenopetala Hook.f., Fl. Antarct.: 69 (1844).
- Lyperanthus antarcticus Hook.f., Fl. Antarct. 2: 544 (1847).
- Caladenia antarctica (Hook.f.) Rchb.f., Beitr. Syst. Pflanzenk.: 67 (1871).[1]